# Навкорам (Яванский район)
Навкорам (тадж. Навкорам; прежде — Будинабад) — село в Яванском районе Хатлонской области Республики Таджикистан. Административный центр джамоата (сельской общины) им. Гулсары Юсуфовой (бывш. Навкорам) Яванского района.
Находится на расстоянии 5 км от райцентра (пгт. Яван).
Население — 3317 чел. (2017).